# Hechtkärpfling
Der Hechtkärpfling (Belonesox belizanus), genannt auch (Lebendgebärender) Hechtkopf, Hornhechtkärpfling und Nadelhecht, ist die größte Art der Lebendgebärenden Zahnkarpfen (Poeciliinae). Die einzige Art der damit monotypischen Gattung Belonesox kommt östlich der Hauptwasserscheide auf der karibischen Seite Mittelamerikas von Südmexiko bis Nicaragua vor. Der Gattungsname setzt sich aus belone (Gr. für Pfeilspitze) und esox (Lat. für Hecht) zusammen, das Art-Epitheton wurde von Belize als Teil des Verbreitungsgebietes abgeleitet.

## Verbreitung
Das Verbreitungsgebiet beginnt im Norden mit der Laguna San Julian nördlich von Veracruz in Mexiko und reicht über die Halbinsel Yukatan bis an die Grenze zwischen Nicaragua und Costa Rica. Von Aquarianern ausgesetzt, konnte er sich in Florida etablieren, z. B. in den Everglades seit 1957.

## Merkmale
Hechtkärpflinge erreichen Durchschnittslängen zwischen 10 cm (Männchen) und 15 cm (Weibchen), ältere Weibchen können maximal 20 cm lang sein. Es sind langgestreckte, schlanke Fische deren Körper seitlich leicht abgeflacht und mit zahlreichen, sehr kleinen Schuppen bedeckt ist. Der Körper der Hechtkärpflinge ist braun, olivbraun oder graugelb gefärbt und wird nachts schwärzlich. Brust und Bauch sind schmutzigweiß. Bei auffallendem Licht schimmert der Körper bronzefarben. Auf den Körperseiten können sich einige Längsreihen von dunklen Punkten zeigen. An der Basis der Schwanzflosse befindet sich ein runder, schwarzer, hell umrandeter Fleck, der bei Weibchen oft verblasst. Die Flossen sind farblos oder gelblich und leicht dunkel gesäumt. Jungfische zeigen bis zu einer Länge von 5 cm ein schwarzbraunes Längsband oder eine fast gänzlich schwarze Färbung. Eine eigentliche Seitenlinie fehlt, die Sinneskanäle sind auf den Kopf beschränkt.
Der Kopf ist spitz, auffallend groß und läuft in einem verlängerten, schnabelartigen und tief gespaltenen Maul aus. Die Augen sind groß, die Pupille kann durch einen schwarzen Streif getarnt sein. Beide Kiefer sind mit mehreren Reihen von spitzen Zähnen besetzt, dabei sind die Zähne in den äußeren Reihen kürzer und werden nach innen immer länger. Im breiten Oberkiefer, der nur aus dem dreieckigen Prämaxillare besteht, ist die breiteste Stelle mit 12 quer stehenden Zähnen besetzt. Der Unterkiefer ist am Rande in drei Reihen bezahnt, die Mittellinie ist hier zahnlos. Durch die konvexe Krümmung der zangenartigen Kiefer kann das Maul nicht völlig geschlossen werden – die Zähne bleiben stets sichtbar. Der Oberkiefer ist niedriger und etwas kürzer als der Unterkiefer. Das Maul ist etwas oberständig, kann aber beim Zupacken leicht gesenkt werden, da die Beute die Tendenz hat, von der Oberfläche weg nach unten zu fliehen, und die Prämaxillare rückt etwas vor. Das Maul kann überraschend weit aufgesperrt werden. Die Pharyngealia gleichen starren „Zahn-Bürsten“. Der Schlund ist sehr dehnbar, der Magen ein großer Sack. Die vier Kiemenbogen sind innen mit zahllosen, sehr kleinen Zähnen bedeckt (Kiemenreuse). Die Stirn ist breit, der Kopf also abgeflacht.
Die Rückenflosse setzt weit hinten an. Neben ihrer Kleinheit unterscheiden sich die Männchen durch ihr Gonopodium und die über die Flossenmembran hinaus verlängerten Flossenstrahlen der Rückenflosse von den Weibchen. Manchmal ist die Rückenflosse der Männchen auch dunkel punktiert.
- Flossenformel: Dorsale 8–10, Anale 10–12, Pectorale 14–16, Ventrale 6, Caudale 20.
- Schuppenformel: mLR 52–65.

## Lebensweise
Die wärmebedürftigen Hechtkärpflinge bewohnen Süß- und Brackgewässer und tolerieren auch verschmutzte Gewässer mit einem geringen Sauerstoffgehalt. Es sind Raubfische, die sich vor allem in den oberen Wasserschichten aufhalten und fast ausschließlich von kleineren Fischen ernähren. Hechtkärpflinge lauern ihrer Beute auf und stoßen nach Hechtart blitzschnell zu oder sie pirschen sich unter Ausnutzung von Versteckmöglichkeiten langsam an die Beute heran. Auch Verfolgungsjagden kommen vor. Die Trächtigkeitsdauer liegt bei 30 bis 50 Tagen. Pro Wurf werden 20 bis 80 maximal bis zu 100 Jungfische geboren, die bei der Geburt 14 bis 18, nach anderen Angaben 35 mm lang sind. Die Jungfische ernähren sich in den ersten zwei bis drei Wochen von kleinen Krebstieren wie Wasserflöhen, danach gehen sie zur piscivoren Ernährungsweise der ausgewachsenen Tiere über.

## Systematik
Die Hechtkärpflinge gehören innerhalb der Lebendgebärenden Zahnkarpfen zum Tribus Belonesocini. Ihre nächsten Verwandten sind die Gambusen (Gambusia) und die Gattung Heterophallus. Eine in der Literatur häufig erwähnte Unterart Belonesox belizanus maxillosus ist umstritten.